# Гомес, Борха
Бо́рха Го́мес Пе́рес (исп. Borja Gómez Pérez; род. 14 мая 1988 года, Мадрид, Испания) — испанский футболист, защитник.

## Биография

### Клубная карьера
Выступал за молодёжную команду «Реал Мадрида». В 2007—2010 годах отыграл три полных сезона в третьей по значимости лиге Испании за команду «Алькоркон».
Затем Борха перешёл в «Райо Вальекано». В 2010 году он отыграл 11 игр и помог команде из Сегунды выйти в Примеру. В марте 2011 года подписал трёхлетний контракт со львовскими «Карпатами». 14 января 2012 года стало известно, что футболист отравится в аренду на полгода в клуб испанской примеры «Гранаду». По итогам сезона 2011/12 «Гранада» заняла 17 место, набрав 42 очка, тем самым набрав на 1 очко больше, чем «Вильярреал» и это позволило клубу остаться в Ла Лиге. Борха Гомес сыграл в 19 матчах и стал основным игроком команды. В июне 2012 года «Гранада» воспользовалась опцией покупки контракта Гомеса за 800 000 евро. С клубом Борха подписал четырёхлетний контракт.
В 2013 году выступал на правах аренды за команду Сегунды «Эркулес». Успел провести за «Эркулес» только десять матчей в Сегунде и два в кубке Испании, далее получил травму колена и не играл.
С сентября 2014 по июль 2015 года также на правах аренды выступал за клуб Сегунды «Луго». В июле подписал контракт ещё с одним клубом Сегунды «Реал Овьедо».